# Gościeńczyce
Gościeńczyce (prononciation : [ɡɔɕt͡ɕɛɲˈt͡ʂɨt͡sɛ]) est un village polonais de la gmina de Grójec dans le powiat de Grójec de la voïvodie de Mazovie dans le centre-est de la Pologne.
Il se situe à environ 9 kilomètres au nord-est de Grójec (siège de la gmina et de la powiat) et à 34 kilomètres au sud de Varsovie (capitale de la Pologne).

## Histoire
De 1975 à 1998, le village appartenait administrativement à la voïvodie de Radom.